# Tom-tom
Il tom-tom (detto anche muto o semplicemente tom in italiano) è un tamburo, di forma cilindrica chiuso alle estremità da due membrane tese, le pelli, dette battente e risonante. Il fusto è solitamente in legno, ma ne esistono versioni anche in acrilico.

## Storia e caratteristiche
Si suppone che sia originario dei nativi d'America o di culture Asiatiche. I primi tom-tom della moderna batteria erano in effetti dei tom cinesi. Il tamburo africano djembe è talvolta chiamato tom-tom.
Inizialmente i tom-tom avevano pelli naturali tese e direttamente inchiodate al bordo; l'accordatura avveniva inumidendole e riscaldandole. In seguito venne adottato il sistema analogo a quello del rullante, con cerchi, viti e blocchetti metallici per fissare la pelle al bordo.
In origine le misure dei fusti erano di 12' o 13' (30 e 33 cm) per i tom più acuti e 14' o 16' (36 e 41 cm) per quelli più gravi. Oggi i diametri più comuni del fusto variano tra gli 8' (20 cm) e i 18' (46 cm), ma ne esistono anche di misure inferiori (6', 15 cm) e superiori (20', 51 cm).
La profondità del fusto di ciascun tom può essere di diverse misure. A quelle classiche dette "regular" si sono aggiunte durante gli anni '80 misure più profonde, dette "deep" o "power". Oggi tom di uno stesso diametro vengono solitamente prodotti in più profondità diverse. La profondità del fusto incide parzialmente sul volume, ma soprattutto sul timbro dello strumento, avvertibile specie tra fusti di lunghezza molto diversa.
Per quanto il più diffuso materiale di fabbricazione dei fusti sia tuttora il legno (soprattutto acero, betulla, bubinga, mogano), sono stati sperimentati e messi in produzione fusti in PVC (come nel caso dei Vistalite drums), vetroresina o altre materie plastiche, e anche in metallo (acciaio, bronzo e alluminio).
Oltre a quella cilindrica, per i fusti sono state sperimentate, specie negli anni '70, forme tronco coniche o a "tromba" (come per le batterie North e le Staccato).

## Utilizzo
I Tom-tom sono elementi fondamentali per una batteria, ma possono anche far parte di un set di percussioni.
In una batteria solitamente i tom sono più di uno e vengono posizionati di fronte al batterista, sospesi su appositi sostegni reggi-tom fissati alla grancassa, ma è frequente l'utilizzo di speciali supporti, che si agganciano alle aste per piatti tramite appositi morsetti. Tom di diametro largo possono venire poggiati a terra, dotati di piedini. In questi casi, in passato in Italia sono stati chiamati erroneamente ma sistematicamente "timpani", ma non hanno niente dello strumento classico (sono appoggiati a terra all'estrema destra rispetto al batterista). 
Il suono dei tom è dato dal grado di tensione della pelle superiore (battente; non esiste un'accordatura standard il suono viene modificato a seconda dei gusti del singolo batterista) mentre la pelle inferiore (risonante) serve per dare la lunghezza al suono (anche per questa non esiste un'accordatura standard è il batterista che sceglie un suono più stoppato o più armonico).
Nella configurazione minima i tom sono due, il timpano uno.

### Concert Toms
Esistono tom-tom dotati della sola pelle battente (senza la risonante), caratterizzati da un suono più secco e con armonici molto limitati, accordabili più facilmente a un'altezza determinata. In questo caso prendono il nome di concert toms o anche "melodic toms", e sono stati diffusi soprattutto negli anni '70. Uno dei rari batteristi che li utilizza ancora oggi è Phil Collins, ma anche nel set attuale di Terry Bozzio si trova una serie di tom-tom a pelle singola, accordati melodicamente.
Attualmente vengono prodotti per impieghi soprattutto orchestrali e in ensemble di musica contemporanea, come si può ascoltare ad esempio in "Pleiades" del compositore Iannis Xenakis.
Speciali tipi di concert toms sono i tymp-toms, simili alle timbales, i gong bass drums e gli octoban, detti anche tube toms.